# Костянки
Костянки (лат. Lithobiomorpha) — отряд многоножек из класса губоногих (Chilopoda). Отличаются от представителей родственного отряда геофилов (Geophilomorpha) более коротким телом и меньшим числом ног.
Для лесов Европейской России обычна костянка обыкновенная (Lithobius forficatus). Встречается она и в населенных пунктах, в щелях каменных построек. Тело рыжевато-коричневое длиной 2—3,5 см.
2 семейства, около 60 родов и более 1000 видов.

## Особенности
Костянки легко проникают в любые тесные пространства, чему способствует уплощённость тела.
Самка откладывает яйца кучками в почву, покрывает кладку слизью и охраняет до вылупления молодых особей, после чего некоторое время охраняет и их.

## Питание
Костянки питаются насекомыми. Свойственная им стойкость к достаточно низким температурам позволяет нападать на крупных насекомых, оцепеневших от холода. Так, костянки поедают весной много крупных гусениц, с которыми бы не справились, не находись те в анабиозе.